# Tokyo soup
Tokyo soup  (In Za Misosuupu) è un romanzo dell'autore giapponese Ryū Murakami, pubblicato nel 1997.
Opera nella quale l'autore e regista Murakami affronta la società giapponese e il suo raffrontarsi con il turista straniero o con l'immigrato in cerca di lavoro.
Con questo romanzo Ryū Murakami si aggiudicò l'edizione del 1997 del Premio Yomiuri.

## Trama
Il romanzo è incentrato sull'incontro tra Frank, turista americano apparentemente alla ricerca di avventure sessuali, e Kenji, giovane guida turistica senza licenza che cerca di sbarcare il lunario accompagnando turisti stranieri alla ricerca di piacere per i quartieri del sesso di Tokyo.
L'incontro trasformerà la vita sia di Frank, partito per il Giappone nel tentativo di recuperare una stabilità psicologica mai trovata, sia quella di Kenji, che si ritroverà proiettato all'interno di un turbine di violenza, orrore e pazzia.

## Edizioni
- Ryū Murakami, Tokyo soup, traduzione di ll'inglese da Tashiro K., Bagnoli K., collana Strade blu, Arnoldo Mondadori Editore, 2006,  p. 232, ISBN 88-04-54461-9.